# Chiesa dell'ex Confraternita di San Michele

Facciata della Chiesa, particolare di San Michele

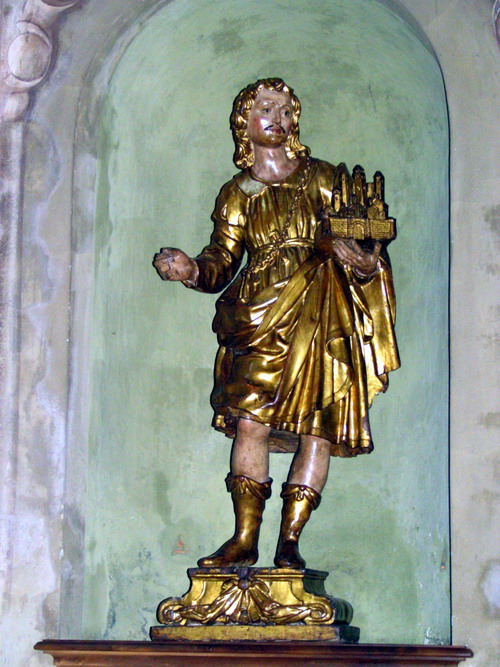
Statua seicentesca di San Secondo, ora nella Collegiata di Asti

La chiesa dell'ex Confraternita di San Michele è una chiesa barocca, già luogo di culto cattolico e ora sconsacrata, della città di Asti. È situata in piazza San Martino, nel rione San Martino/San Rocco.
L'edificio, alla fine del XX secolo, è stato al centro di lavori di restauro e riqualificazione della zona, è ora la sede dell'Associazione culturale "Diavolo rosso".

## La nascita
Stefano Giuseppe Incisa, nel suo "Giornale di Asti", ci dice che la costruzione dell'edificio nacque grazie alla volontà di due confratelli: il beato Domenico ed il beato Rainero. Nel 1744 si iniziò la costruzione della fabbrica, su progetto dell'ing. Giovanni Peruzzi, e dopo alcune interruzioni dovute alla guerra, fu terminata nel 1749.

## L'architettura
Di dimensioni modeste, ha pianta ad una sola navata con cappelle laterali e cupola. La facciata in pieno stile barocco settecentesco, finemente ornata con immagini sante, presenta un fregio centrale sopra la porta raffigurante l'arcangelo Michele. Le pareti, le volte e la cupola furono affrescati da Pietro Antonio e Giovanni Pietro Pozzo, con Giorgio Gobbi. Gli arredi furono dispersi a partire dal 1957, quando i confratelli riconsegnarono la chiesa e le suppellettili al Vescovo.
Dagli inventari del 1812 e 1832, dell'arciconfraternita si è potuti risalire alle opere d'arte che sono ora così distribuite:
- due state lignee seicentesche raffiguranti san Giuliano e san Secondo, collocate nella collegiata di Asti, in due nicchie laterali della cappella del Transetto
- cinque dipinti ed il leggio corale del XVII secolo sono conservati nel salone del palazzo del Vescovo di Asti. Tra i dipinti si segnala "La Madonna che dà la regola ai confratelli", in cui sono raffigurati i due fondatori Domenico e Rainero.
- un gruppo scultoreo rappresentante la Pietà è custodito presso la sacrestia della chiesa di Pralormo (in provincia di Torino)
- l'altare maggiore opera di Giacomo Pelagatta (1745), l'organo costruito da Liborio Grisanti (1748), la cantoria con cinque pannelli raffiguranti episodi della vita di san Michele ed il pulpito, si trovano presso la chiesa di santa Cristina in Torino.

## La confraternita
Nacque intorno al 1606 nel rione Santa Caterina, costituita dai "battuti bianchi" e si trasferì per curare i propri interessi nella zona di San Martino dove gestì l'ospedale di San Giuliano. Essendo stata la prima Confraternita presente all'interno della città, si fregiava del titolo di Arciconfraternita (la Confraternita della piccola Annunziata, che era nata precedentemente, era in origine situata nel Borgo Santa Maria Nuova, e quindi fuori del recinto cittadino). Tra il 1650 ed il 1800 partecipò assiduamente alla corsa del Palio, riportando ben otto vittorie.